# Philippe Meunier (rugby à XV)
Pour les articles homonymes, voir Philippe Meunier (homonymie) et Meunier.
Pas d'image ? Cliquez ici

a Compétitions nationales et continentales officielles uniquement.

Dernière mise à jour le 26 octobre 2012.
Philippe Meunier, né le 19 juin 1963, est un joueur français de rugby à XV qui évolue au poste d'ailier.

## Biographie
Philippe Meunier joue 13 ans en équipe première de Grenoble.
Il s’inscrit dans l’âge d’or de cette formation  club phare français de l'époque avec le Stade toulousain, le RC Toulon ou le SU Agen notamment.
Il remporte le Challenge Yves du Manoir en 1987, compétition dont il est aussi finaliste en 1986 et 1990 et demi-finaliste en 1988 et 1992.
Il fait partie de l'équipe des Mammouths de Grenoble qui est vice-champion de France 1993, défait 14 à 11 par le Castres olympique sur une erreur d'arbitrage, dans une finale considérée comme l'un des plus gros scandales du rugby français.
Il dispute trois autres demi-finales avec le club alpin en
1982, 1992 et 1994.
Le 19 juin 1993, il est invité pour jouer avec le XV du Président contre les Barbarians français pour le Centenaire du rugby à Grenoble.
Après sa carrière de joueur, il devient entraîneur. Il commence par entraîner les espoirs du FC Grenoble avec Sylvain Bégon[réf. nécessaire]. Il entraîne le SO Chambéry de 2001 à 2008 : il est associé à Éric Ferruit en 2001-2002, Michel Bernardin en 2002, Christian Genton en 2004-2005, Sylvain Bégon de 2005 à 2007, et Laurent Hairabétian en 2007-2008.
Après avoir entraîné les minimes du FCG Rugby, il intègre le club de Saint-Martin-d'Hères Rugby.
Aujourd'hui, il entraine les Seniors masculins à XV du GUC-SMH Rugby.

## Palmarès
Avec le FC Grenoble
- Championnat de France de première division :
  - Vice-champion (1) : 1993[12]
  - Demi-finaliste (3) : 1982, 1992 et 1994
- Challenge Yves du Manoir :
  - Vainqueur (1) : 1987[13]
  - Finaliste (2) : 1986 et 1990
  - Demi-finaliste (2) : 1988 et 1992
- Coupe de France :
  - Demi-finaliste (2) : 1985 et 1986
- Coupe Frantz-Reichel :
  - Champion (1) : 1981
- Championnat de France Cadet :
  - Champion (1) : 1979
  - Finaliste (1) : 1980

Avec le GUC-SMH Rugby - Coaching
- Champion (1) des Alpes - Promotion d'Honneur : 2022
- Finaliste (2) de la ligue AuRA - Promotion d'Honneur : 2022